# در قلب من (مجموعه تلویزیونی ترکی)
با سریال ایرانی در قلب من اشتباه نشود.

در قلب من به ترکی Adını Kalbime Yazdım عنوان مجموعهٔ تلویزیونی ساخت کشور ترکیه است.
دوبله فارسی این سریال در ۵۱ قسمت پخش شد.

## داستان
داستان عشق لیلا و عمر می باشد. این سریال در شهرهای استانبول و ماردین فیلم برداری شده است. فضای کلی سریال مشابه سیلا (مجموعه تلویزیونی) است.

## بازیگران
| بازیگر         | نقش   |
| -------------- | ----- |
| İpek Karapınar | لیلا  |
| Serhan Yavaş   | عمر   |
| Tolga Güleç    | خلیل  |
| Fatma Öney     | فیدان |